# Gaspar Grande
Gaspar Grande é um bairro da cidade de Gaspar no estado Santa Catarina. Tem a economia baseada na rizicultura (plantação de arroz) do tipo irrigado, caracterizado pela grande presença de arrozeiras.

## Festas
No Gaspar Grande fica localizada a comunidade católica de São Cristóvão, onde todos os anos é realizada sua tradicional festa (Final de Julho).

## Educação
- Creche Vovó Benta
- Escola Municipal Olimpio Moretto